# Justice spatiale
 (juillet 2010).
La notion de justice spatiale articule la justice sociale avec l’espace. Dimension fondamentale des sociétés humaines, l'organisation de l'espace est la traduction géographique des faits de société et rétroagit elle-même sur les relations sociales (Henri Lefebvre, 1968, 1972). En conséquence, la justice et l’injustice s'y donnent à voir. L’analyse des interactions entre espace et société est nécessaire à la compréhension des injustices sociales et à la réflexion appliquée sur les politiques territoriales visant à les réduire.

## Tournant spatial dans la recherche de justice sociale?
La justice spatiale a une grande importance, dans la mesure où elle constitue un objectif majeur de la plupart des politiques d'action sur les territoires. Cependant, c’est un horizon utopique, plus qu’un projet stabilisé.
Surtout, la diversité des définitions de la « justice » (et des possibles contrats sociaux qui les légitiment) est grande et les objectifs poursuivis sont divers, voire contradictoires.  
Aussi, il est important d’analyser le concept de justice spatiale qui, jusqu’au tournant du XXe siècle, était encore peu questionné (notamment en géographie, depuis les travaux de la géographie radicale anglophone des années 1970-1980), tant il s’était imposé comme une apparente évidence, souvent défini à partir de la dénonciation des injustices spatiales.
Ces dernières années, un certain nombre d’événements et de publications attestent d’un intérêt nouveau pour le concept de justice spatiale dans les sciences humaines et sociales anglophones et francophones.

## Diversité des approches de la justice
Le concept de justice spatiale ouvre des perspectives intéressantes pour les sciences sociales. À partir de la réflexion de plusieurs philosophes de la justice majeurs, deux approches contrastées ont polarisé les débats. L’une se concentre sur les enjeux de redistribution, l’autre sur les processus de décision.
On peut considérer que les conceptions de la justice importantes pour la Justice spatiale oscillent entre deux pôles. Le premier pôle est illustré par John Rawls (1971). Il définit la justice comme équité : c’est non pas l'égalitarisme, mais, une fois posée l'égale valeur intrinsèque des personnes, l'optimisation des inégalités destinée à la promotion maximale des plus modestes. Cette conception de la justice, qui prétend à l'universalité du fait de sa procédure d'énonciation indépendante des situations réelles, est centrée sur la personne. À l’opposé, les « communautaristes » donnent de la justice sociale des définitions centrées sur les droits des communautés, ceux-ci primant sur les droits des individus.
Depuis quelques années, les sciences humaines et sociales semblent donc se ressaisir du concept de justice spatiale. Elles peuvent poser la question des distributions spatiales, ou mieux socio-spatiales (distribution des richesses, des services et des opportunités pour les personnes), lorsqu’on retient l'idée d'une justice distributive : l'accès aux biens matériels et immatériels ainsi qu'aux positions sociales dit si la configuration est juste ou non. Elles peuvent aussi poser la question des représentations de l’espace, des identités (territoriales ou non) et des pratiques sociales, si l'on réfléchit à partir des procédures de prise de décision. Par exemple, une approche centrée sur les minorités, ou sur les femmes en particulier, peut explorer leur répartition et leurs pratiques spatiales, mais surtout évaluer comment celles-ci sont gérées et vécues par les différents acteurs, contribuant ainsi à ouvrir les yeux sur des formes d’oppression peut-être masquées par l’universalisme, qui détourne le regard de nombreuses formes de discrimination.

## Politiques territoriales visant quelle justice spatiale?
C’est dans le champ des politiques publiques, et notamment dans le domaine urbain, que le concept de justice spatiale apparaît comme le plus pertinent, mais aussi le plus complexe et instrumentalisé.

« Le traitement homogène pour tous les espaces est-il la condition de la justice spatiale, voire sa définition ? Ou la politique juste est-elle une politique de rééquilibrage des inégalités, avec des formes de discrimination positive ? Ou encore la politique « juste » doit-elle être non-interventionniste sur les territoires et simplement accompagner les dynamiques territoriales ? On se demandera aussi si l’objectif ultime de la justice spatiale peut encore être d’établir des structures spatiales « justes » durablement et stables (territoire équilibré, harmonieux...). Ou bien s’agit-il d’établir des dispositifs de régulation souples, capables de réévaluer les actions, sans figure spatiale privilégiée a priori, régulation dont l’objectif serait de réduire les injustices du moment, sans idéal-type d’un territoire à l’équilibre ? Enfin, l’image territorialisée des actions visant à la justice, même si elles peuvent s’avérer illusoires, n’est-elle pas indispensable à toute action ? C’est poser le problème du sens et du bien-fondé de la territorialisation des politiques publiques. »

## Des politiques environnementales justes?
L'environnement est un autre champ d’investigation émergent. La notion de justice environnementale en effet est apparue dans les années 1970-1980, dans les villes nord-américaines, pour étudier les recouvrements spatiaux entre les formes de discrimination raciale et d’exclusion socio-économique, les pollutions industrielles et la vulnérabilité face aux risques naturels. L’émergence de la notion de développement durable a aussi favorisé une réflexion sur l’équité environnementale. Elle interroge notre rapport ontologique au monde, et la possibilité d’une politique juste articulée autour des besoins de l’humanité, présents et futurs, locaux et globaux, et de nouveaux modes de gouvernance. Quelle que soit l’approche adoptée, le concept de justice spatiale questionne toutes les échelles d’étude ou, mieux, la combinaison des échelles. 